# Dhodhari
Dhodhari (en népalais : धोधारी) est un comité de développement villageois du Népal situé dans le district de Bardiya. Au recensement de 2011, il comptait 10 059 habitants.